# Kacimari, Jovkva
Kacimari (în ucraineană Качмарі) este un sat în comuna Dobrosîn din raionul Jovkva, regiunea Liov, Ucraina.

## Demografie
Componența lingvistică a localității Kacimari
     Ucraineană (100%)
Conform recensământului din 2001, toată populația localității Kacimari era vorbitoare de ucraineană (100%).